# Städte-Ausstellung Düsseldorf 1912

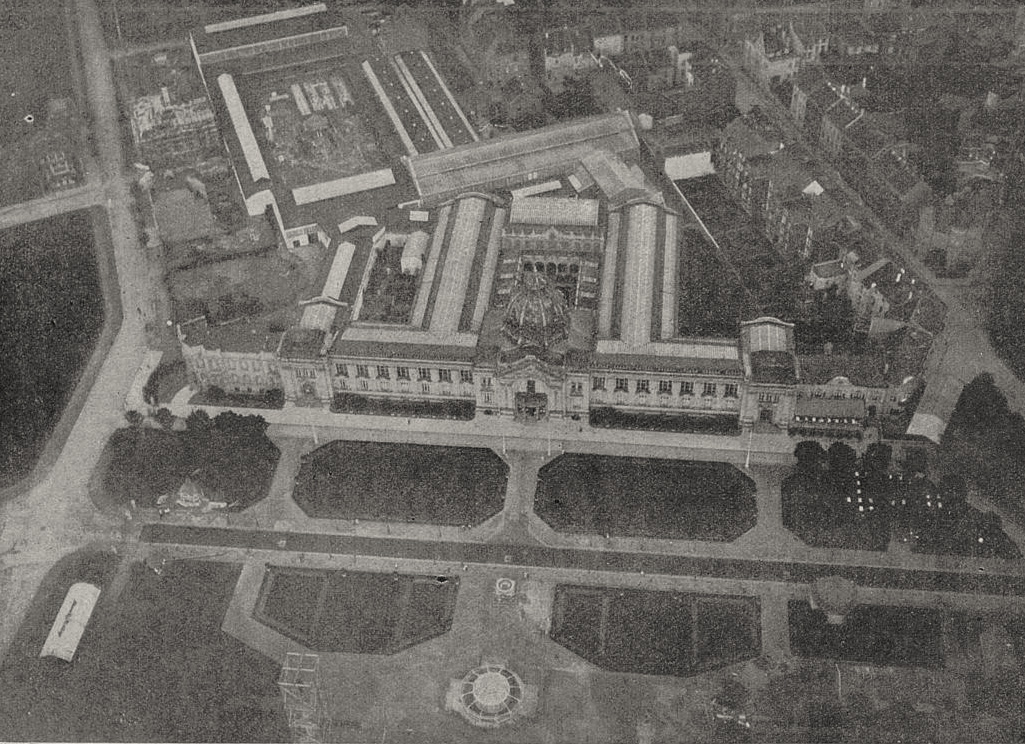
Kunstpalast Düsseldorf und angrenzende Messehallen, aufgenommen vom Luftschiff PL 12 „Charlotte“ durch den Fotografen Julius Söhn, 1912

Die Städte-Ausstellung Düsseldorf 1912, Vollform Städte-Ausstellung Düsseldorf für Rheinland, Westfalen und benachbarte Bezirke, war eine mit einem Kongress verbundene Ausstellung über Städtebau. Sie wurde im Jahr 1912 von der Stadt Düsseldorf in ihrem Kunstpalast sowie angrenzenden Messehallen ausgerichtet. Im Verlauf der Veranstaltung präsentierte die Stadt die Ergebnisse ihres Wettbewerbs zu einem Generalbebauungsplan für „Groß-Düsseldorf“. Die gesamte Veranstaltung widmete sich den Fragen der modernen Großstadtentwicklung und schloss eine Messe in den Bereichen städtische Infrastruktur, Medizin und Krankenhausbau, öffentlicher Hochbau und Industrie mit ein.

## Geschichte
In den Jahren 1908 und 1909 war Düsseldorf, das in der Phase der Hochindustrialisierung in Deutschland als „Schreibtisch des Ruhrgebiets“ bedeutend angewachsen war, durch Eingemeindungen auch räumlich vergrößert worden. Für das Düsseldorfer Gebiet stellte sich die Frage einer gesamtstädtischen Stadtentwicklungs- und Flächennutzungsplanung, um das rasante Wachstum der Stadt in geordnete Bahnen zu lenken, ihre Stadtteile besser miteinander zu verbinden und die eigenen Planungen mit denen der Region zu verknüpfen, insbesondere im neuen linksrheinischen Bereich der Stadt. Nach dem Vorbild des 1908/1909 durchgeführten Planungswettbewerbs „Groß-Berlin“ beschäftigten sich Düsseldorfer Planer und Politiker daher mit Fragen der städtebaulichen Gesamtplanung und einer Frühform der regionalen Planung. Unter Leitung des Beigeordneten Karl Geusen besuchte eine Düsseldorfer Delegation aus Verwaltung und Politik vom 26. bis 28. Mai 1910 die Allgemeine Städtebau-Ausstellung in Berlin, wo die Ergebnisse des Planungswettbewerbs „Groß-Berlin“ vorgestellt und diskutiert wurden. Hierbei kam es zu einem Kontakt mit dem Architekturkritiker und Urbanisten Werner Hegemann, der die Berliner Ausstellung organisiert hatte und bereit war, sie unter beträchtlicher Erweiterung des Ausstellungsmaterials, insbesondere der Planungen zu „Groß-Chicago“, als Internationale Städtebau-Ausstellung Düsseldorf 1910 zu wiederholen. Diese Veranstaltung in Düsseldorf schuf Kontakte zu weiteren Fachleuten und lieferte Perspektiven und Grundlagen für die folgende Auslobung eines „Wettbewerbs zur Erlangung eines Bebauungsplanes der Stadt Düsseldorf“.
Dessen Ergebnisse sollten 1912 auf einer Ausstellung und einem Kongress vorgestellt und erörtert werden. In bewährter Düsseldorfer Messetradition und in eingeübter Allianz von Stadt und Industrie wurde die Ausstellung um eine Leistungsschau von Privatunternehmen ergänzt, um den Aussteller- und Besucherkreis der Veranstaltung im Interesse ihrer Wirtschaftlichkeit zu erweitern. Anders als die vorangegangene Städtebau-Ausstellung des Jahres 1910 war der Ausstellerkreis jedoch nicht international ausgerichtet, sondern auf das Rheinland, Westfalen und benachbarte Bezirke beschränkt.
Die Schirmherrschaft der Veranstaltung hatte Prinz August Wilhelm von Preußen übernommen. Unter Hinweis auf das Unglück des Luftschiffs LZ 10 „Schwaben“ auf dem Düsseldorfer Flugfeld am 28. Juni 1912, bei dem 34 Soldaten schwer verletzt worden waren, nahm der Prinz von einer Teilnahme an der feierlichen Eröffnung Abstand und ließ sich vom Oberpräsidenten der Rheinprovinz Georg von Rheinbaben vertreten. Aus demselben Grund verzichteten die Ehrengäste nach einem Ausstellungs-Rundgang bei einem Festessen in der Tonhalle auf Ansprachen. Allein Oberbürgermeister Adalbert Oehler erhob bei der Eröffnung des Rundgangs das Wort zu einem kurzen Dank an den Oberpräsidenten und zu einem Hoch auf den verhinderten Schirmherrn.
Die Ausstellung fand vom 29. Juli bis zum 3. November 1912 im Kunstpalast und mehreren großen angegliederten Hallen statt. Eingerichtet wurde auch ein Theater mit Kinematograph für Filmvorführungen aller Art. 600 Aussteller mit 4000 Exponaten auf 16.000 m² bebauter und 4000 m² unbedeckter Ausstellungsfläche sowie in einigen Sonderpavillons in einem umzäunten, 30.000 m² großen Parkgelände verteilten sich über insgesamt 120 Ausstellungsräume auf fünf thematische Gruppen:
- Städtebau
  - Heimatschutz
  - Bebauungspläne

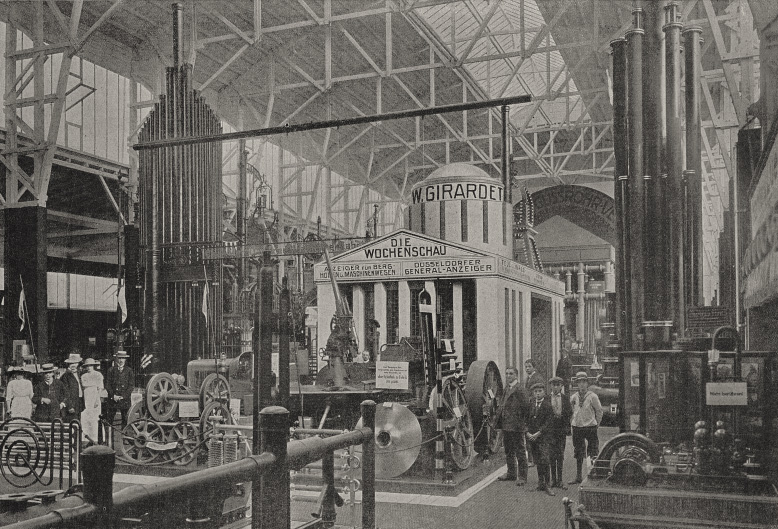
Pavillon des Verlages W. Girardet in der Industriehalle der Ausstellung

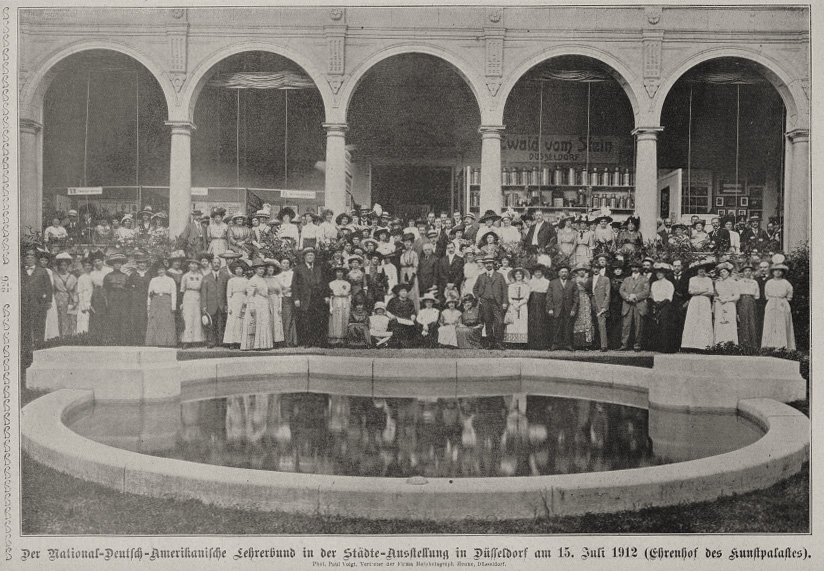
Besuchergruppe eines Lehrerbundes aus den Vereinigten Staaten in der Ausstellung

  - Park- und Grünanlagen, Friedhöfe, Spielplätze
  - Verkehrsanlagen, auch Brücken, Häfen und Werften
- Einrichtung für die Gesundheit
  - Straßenbau (Befestigung der Fahrdämme und Bürgersteige, Unterbringung der Versorgungsleitungen, Staubbekämpfung usw.)
  - Kanalisation einschließlich Beseitigung der Abwässer
  - Beseitigung der sonstigen Abfallstoffe (Müllverwertung und -verbrennung)
  - Rettungswesen (Feuerlösch- und Sanitätseinrichtungen)
  - sanitäre Einrichtungen (Entstaubungsanlagen, Bäder, Klosetts, Licht und Heizeinrichtungen)
- Einrichtung für die Krankenpflege
  - Krankenpflege und Siechenhäuser
  - Einrichtungen zur Verhütung von Krankheiten
  - wissenschaftliche Einrichtungen
  - Soziale Medizin
- Hochbau
  - Modelle und Entwürfe zu Rathäusern, Schulen, Theatern, Museen, Konzertsälen, Badeanstalten, Kirchen, Eisenbahn- und Militärbauten
- Industrie
  - Überblick industrieller Erzeugnisse aus dem Ausstellungsgebiet

Die Besucherzahlen, die sich im Juli auf 146.000, im August auf 190.000, allein am 1. September auf 30.000 und insgesamt schließlich auf 785.840 Personen beliefen, belegte den Erfolg von Themen und Konzept der Ausstellung. Auch finanziell war sie ein Erfolg, schloss sie doch mit einem Überschuss von 120.000 Mark ab, von dem 100.000 Mark in einen Ausstellungsfond überwiesen werden konnten.

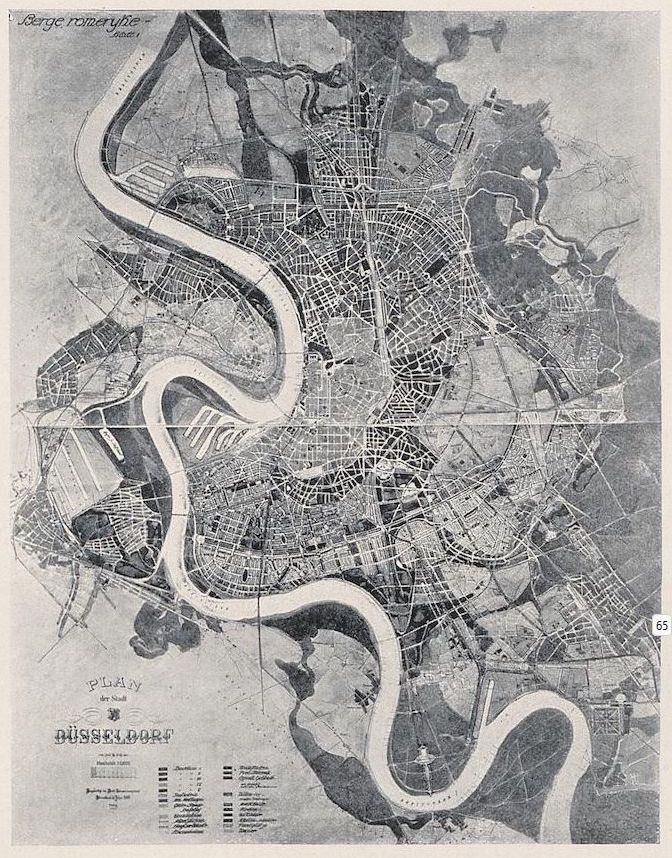
Generalbebauungsplan Groß-Düsseldorf, Siegerentwurf „Berge romeryke“ von Bruno Schmitz, Otto Blum und Bruno Heck, 1912

Nachdem die Wettbewerbsfrist am 1. Juli 1912 abgelaufen war, das Preisgericht vom 19. bis zum 21. Juli über die 48 eingegangenen Entwürfe beraten hatte und der Beschluss über die Preisträger am 23. Juli 1912 gefasst worden war, wurden Architekt Bruno Schmitz, Bauingenieur Otto Blum sowie der Kommunaltechniker und Gartenarchitekt Bruno Heck als die Gewinner des Wettbewerbs über den Generalbebauungsplan „Groß-Düsseldorf“ auf der Ausstellung bekanntgegeben und die prämierten Entwürfe ausgestellt.
Als Höhepunkt der Veranstaltung führten die Organisatoren vom 23. bis 28. September 1912 den „Ersten Kongreß für Städtewesen“ mit 94 Referenten in der Tonhalle durch. Die internationale Veranstaltung gliederte sich in drei thematische Gruppen – Städtebau, städtische Betriebe sowie Pflege von Kunst, Wissenschaft und Wohlfahrt. In Verbindung mit diesem Städtebaukongress hielt der Allgemeine Preußische Städtetag erstmals seine Jahrestagung in Westdeutschland ab. Auf dem Kongress behandelten die Referenten planerische und planungsrechtliche Lösungsansätze der Zeit, insbesondere pragmatische und fortschrittsorientierte Konzepte der modernen Verkehrsplanung, etwa Josef Stübben. Konträr dazu meldeten sich Stimmen aus der Heimatbewegung und Denkmalpflege, die als eine neue Form der Stadtkritik vor Eingriffen in das historische Stadtbild warnten und deutlich machten, dass durch die Entwicklungen das bauliche Erbe und die traditionelle Lebensweise gefährdet seien, etwa Cornelius Gurlitt und Vertreter aus den Kreisen des Rheinischen Vereins für Denkmalpflege und Heimatschutz. Werner Hegemann, der Kurator der Vorgängerausstellung 1910 und ein Mitglied des Preisgerichts, hielt einen Vortrag über „Freiflächen im Bebauungsplan“. Auch Gustav Langen, Mitorganisator der Vorgängerausstellung 1910 sowie Teilnehmer der Planungswettbewerbe um „Groß-Berlin“ und „Groß-Düsseldorf“, war auf dem Kongress mit Beiträgen vertreten.